# Patrick Lapp
 (décembre 2021).
Si vous disposez d'ouvrages ou d'articles de référence ou si vous connaissez des sites web de qualité traitant du thème abordé ici, merci de compléter l'article en donnant les références utiles à sa vérifiabilité et en les liant à la section « Notes et références ».
Pour l’article homonyme, voir LAPP.
Patrick Lapp, né en 1944 à Rolle, est un animateur de radio de la Radio suisse romande et comédien suisse.

## Biographie

### Jeunesse
Patrick Lapp reçoit une formation de comédien au Théâtre de l’Atelier, sous la direction de François  Rochaix.

### Carrière
En 1976, il devient animateur radio à la Radio suisse romande.
Il tourne dans le film Mérette, de Jean-Jacques Lagrange.

### Vie privée
Le 14 avril 1992, il a une fille, Eugénie Léopoldine Lapp.
Il vit avec sa famille à Gimel, petit village du canton de Vaud.

## Émissions de radio
- Au fond à gauche
- 5 sur 5 voire aussi 10 sur 10
- Bergamote avec Claude-Inga Barbey
- Aqua Concert avec Jean-Charles Simon[1]

## Filmographie

### Cinéma
- 1975 : Smog de Christian Mottier : Léon
- 2013 : Les Grandes Ondes (à l'ouest) de Lionel Baier : Bob
- 2015 : La Vanité de Lionel Baier : David Miller[2]

### Télévision
- 1999 : L'Instit

## Spectacles
Il met en scène plusieurs des spectacles de Bergamote[Quoi ?], dont Bergamote et l'Ange, avec Claude-Inga Barbey et Claude Blanc en 1998, Bergamote aller-retour, en 2000, Bergamote, Le Temps des cerises, en 2004 et Bergamote Le Modern, en 2006 avec Marc Donnet-Monay, Doris Ittig, Claude Blanc, Claude-Inga Barbey.
En 2004, il met en scène Amitié et partage, avec Jean-Charles Simon. En 2007, Radioscopie de la Clarinette, avec Jean-Charles Simon, Pierre-André Taillard (clarinette) et Edoardo Torbianelli (piano).
En 2007, et toujours avec Simon, il met en scène La Chauve-Souris, spectacle de fin d'année de l'Opéra de Lausanne, et tient le rôle de Frosch.

## Théâtre
1978 : Travesties, de Tom Stoppard, mise en scène André Steiger, Théâtre national de l'Odéon